# Вальденская евангелическая церковь
Вальденская  евангелическая церковь (Chiesa Evangelica Valdese, CEV) — христианская протестантская пресвитерианская конфессия, действующая в Италии и Швейцарии.
Церковь была независимой до тех пор, пока не объединилась с Методистской евангелической церковью в Италии в евхаристическое единство — «Союз методистской и вальденсийской церквей». 

## История
Основанная в XII веке Петром Вальдо как протопротестантская группа, после Реформации XVI века церковь приняла кальвинистскую теологию и влилась в более широкую кальвинистскую традицию. Церковь — одна из нескольких протестантских конфессий, имеющих дореформационные корни. Различные конфессии протестантизма оценивают её как своего главного преемника.

## Доктрина
После протестантской Реформации церковь придерживалась кальвинистской теологии и стала итальянской ветвью кальвинистских церквей.

## Статистика
В 1967 году церковь насчитывала 30 000 членов в Италии. Дополнительно — около 15 000 членов в Аргентине и Уругвае.

## Межцерковные отношения
Церковь была одним из основателей Федерации евангелических церквей Италии, экуменической организации, состоящей в основном из исторических протестантских конфессий.
Церковь является членом Всемирного сообщества реформатских церквей.

## Преобразование
В 1975 году Церковь объединилась с Методистской евангелической церковью (5000 человек) и образовала Союз методистской и вальденской церквей.

## Внешние ссылки
- chiesavaldese.org — официальный сайт Вальденская евангелическая церковь  (итал.)